# Hospital ortopédico Valdoltra
El Hospital ortopédico Valdoltra (en esloveno: Ortopedska bolnišnica Valdoltra) es una de las instalaciones de tratamiento más importantes en el país europeo de Eslovenia. Se encuentra en la localidad de Ankaran, en la costa del Mar Adriático, en el suroeste de Eslovenia. Sus inicios se remontan a 1909, cuando comenzó a recibir pacientes que sufrrían de tuberculosis esquelética.